# Келли, Майкл (журналист)
Майкл Келли — журналист газеты The New York Times, также работал колумнистом для The Washington Post и The New Yorker и был редактором журнала The New Republic. Первый американский журналист, погибший во время войны в Ираке.

## Ранняя жизнь
Родился в Вашингтоне в семье журналистов Томаса и Маргерит Келли. В 1979 году окончил Университет Нью-Гэмпшира со степенью бакалавра в области истории.

## Скандал в The New Republic
Во время работы Келли в журнале The New Republic в качестве редактора, одним из его сотрудников был молодой Стивен Гласс. Впоследствии он стал скандально известным в связи с обнаружением того факта, что события большинства статей Гласса оказались вымыслом. Когда против Гласса были выдвинуты первые обвинения, Келли первоначально встал на его защиту.
В 2003 году был снят фильм «Афера Стивена Гласса», роль Майкла Келли исполнил актёр Хэнк Азариа.

## Смерть
Келли погиб во время вторжения США и их союзников в Ирак в 2003 году. Военный автомобиль HMMWV, в котором находились Келли и штаб-сержант Уилберт Дэвис попал под обстрел иракских солдат, оба погибли на месте Kelly was the first U.S. reporter officially killed in action in Iraq..
У Келли остались жена и двое детей.